# سینو لند
سینو لند (به انگلیسی: Sino Land) شرکت هلدینگ املاک و مستغلات هنگ کنگی است، که در زمینه ارائه سرمایه‌گذاری، معامله و توسعه املاک و مستغلات فعالیت می‌کند.
شرکت سینو لند در سال ۱۹۸۱ توسط هوانگ تنگ فانگ راه‌اندازی شد و در حال حاضر شرکت تابعه‌ای از گروه سینو می‌باشد.
دفتر مرکزی این شرکت در هنگ کنگ قرار دارد و سهام آن در بازار بورس اوراق بهادار هنگ کنگ معامله می‌شود.